# Abbon de Saint-Germain-des-Prés
Pour les articles homonymes, voir Abbon.
 (octobre 2015).
Si vous disposez d'ouvrages ou d'articles de référence ou si vous connaissez des sites web de qualité traitant du thème abordé ici, merci de compléter l'article en donnant les références utiles à sa vérifiabilité et en les liant à la section « Notes et références ».
Abbon de Saint-Germain-des-Prés (né vers 850 en Neustrie, mort après 923) : moine de l'abbaye de Saint-Germain-des-Prés, puis diacre et vraisemblablement prêtre. Il a fait ses études sous la direction d'Aimoin, chancelier du monastère Saint-Germain (à ne pas confondre avec Aimoin de Fleury), à qui il tenta de dédicacer son poème, mais il se heurta à un refus. Il était surnommé "le Courbé" 

## Le siège de Paris par les Normands
Il est l'auteur vers 897, d’un poème intitulé à l'origine De la guerre de Paris, mais plus connu sous le titre Histoire du siège de Paris par les Normands, la principale source sur cet événement qui vit les Vikings aux portes de Paris. Il s'agit d'une narration en 1 393 vers latins (organisés en trois livres de 660, 618 et 115 vers) du siège de Paris par les Normands de 885 à 887, dont il avait été témoin oculaire. 

Il s'agit du quatrième raid viking sur Paris. Dans son texte, il dénonce la cruauté des agresseurs et célèbre la vaillance d'Eudes et de Gozlin. 
« Des libations de ton sang furent répandues par ces cruels montés sur sept cents navires très élevés et une multitude innombrable de plus petits, de ceux qu'on nomme couramment des barques. [...] [Eudes] très considéré comme comte, devait un jour être roi ; protecteur de la ville, il allait devenir le rempart du royaume. » 
Comme de nombreux autres auteurs contemporains, le récit met l'accent sur les méfaits et l'opposition religieuse entre le monde chrétien et les vikings païens. Le texte contribue à dresser un portrait très sombre des vikings comparés à des barbares violents sans foi ni ordre.
Ce poème a été transmis par un seul manuscrit (Paris. lat. 1633, du Xe siècle), ayant appartenu à Pierre Pithou qui en donna l'editio princeps à Paris en 1588, dans son recueil de douze historiens de l'époque carolingienne (réimprimé à Francfort en 1594). Dom Jacques du Breul, moine de Saint-Germain, le fit aussi figurer dans un recueil composé par lui en 1602. Il trouva ensuite sa place dans les collections historiques d'André Duchesne (Recueil des historiens de Normandie en 1619, et deuxième tome des Historiens de France en 1636), et au XVIIIe siècle dans le Recueil des historiens des Gaules et de la France de Dom Martin Bouquet (tome VIII, 1752) et dans les Nouvelles annales de Paris de Dom Toussaint Du Plessis, Paris, 1753.
Les deux premiers livres sont le récit du siège proprement dit, alors que le dernier est un recueil de préceptes moraux pour les clercs, sans rapport direct avec ce qui précède. Le comte Eudes, « rex futurus », est chaleureusement célébré, et une grande importance est accordée aux miracles de saint Germain pour la victoire des Parisiens, et au paganisme des Vikings.
Dans ce contexte, il apparaît en tant que figure cachée du second contenu additionnel du jeu Assassin's Creed Valhalla, comme une énigme sur les Hidden Ones le révèle .

## Les sermons
Abbon est également l'auteur de trente-sept sermons, réalisés selon la préface du recueil à la demande de Frotier, évêque de Poitiers, et de Fulrad, évêque de Paris (à partir de 922, ce qui fournit un terminus post quem pour sa mort). Ces sermons sont transmis par le manuscrit Paris. lat. 1213, copié au XIIe siècle à Saint-Germain-des-Prés.